# گیگانتوراپتور
گیگانتوراپتور (به انگلیسی: Gigantoraptor) (به معنی دزد غول‌پیکر) گونه‌ای از خانواده دایناسور هستند که سنگواره‌هایی از آن‌ها در سال ۲۰۰۷ در در حوضه ارلیان در مغولستان داخلی چین کشف شده‌است. سنگواره‌های به جا مانده از این دایناسورها مربوط به ۷۰ میلیون سال قبل دورهٔ زمین‌شناسی کرتاسه می‌باشد. گیگانتوراپتور منقار داشته و وزن این دایناسور پرنده به ۱۴۰۰ کیلوگرم می‌رسیده‌است. قد آن نیز ۸ متر بوده‌است.